# Centers for Medicare & Medicaid Services
L’Agence Fédérale du département américain de la Santé et des Services sociaux - en anglais : Centers for Medicare & Medicaid Services (CMS) - est un organisme fédéral américain. 
Cet organisme administre le programme Medicare et travaille en partenariat avec les gouvernements des États fédérés pour administrer Medicaid, le programme d'assurance maladie pour enfants (Children's Health Insurance Program, CHIP) et les normes de portabilité de l'assurance maladie. En plus de ces programmes, les CMS ont d'autres responsabilités, y compris les normes de simplification administrative de la loi de 1996 sur la portabilité et la responsabilité de l'assurance maladie (Health Insurance Portability and Accountability Act HIPAA), les normes de qualité dans les établissements de soins de longue durée (plus communément appelés nursing homes) grâce à son processus d'enquête et de certification, aux normes de qualité des laboratoires cliniques en vertu des amendements pour l'amélioration des laboratoires cliniques (Clinical Laboratory Improvement Amendments) et à la supervision de HealthCare.gov.
Le CMS était connu auparavant sous le nom de Health Care Financing Administration (HCFA) jusqu'en 2001.